# Erik Jorpes

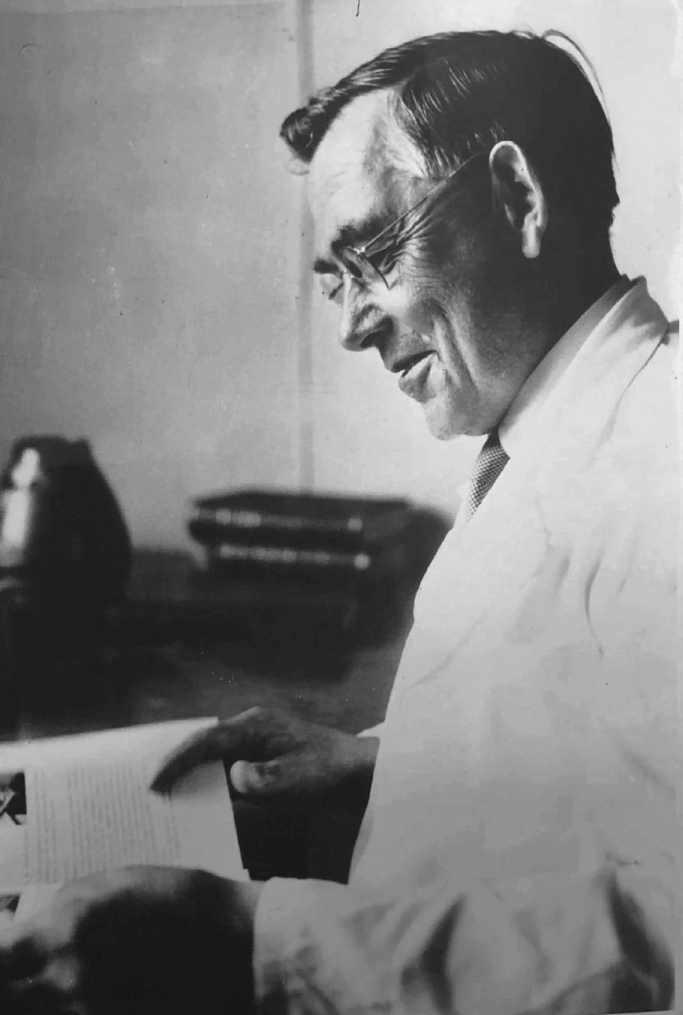
Eric Jorpes, zwischen 1930 und 1950

Johan Erik Jorpes (* 15. Juli 1894 in Kökar, Åland, Finnland; † 10. Juli 1973 in Stockholm) war ein finnisch-schwedischer Chemiker (Peptidchemie, medizinische Chemie, Biochemie) und Endokrinologe, bekannt für Arbeiten zu Heparin und anderen Blutbestandteilen, zu gastrointestinalen Hormonen und als Pionier der Insulinproduktion in Schweden.
Erik Jorpes war der Sohn armer Fischer aus dem Dorf Överboda auf Kökar. Ursprünglich hieß er Johansson, er nahm aber später den Namen des Hauses an, in dem seine Familie wohnte (Jorpes). Er war talentiert und besuchte das Gymnasium in Åbo, wo er schon als wegen sozialer Herkunft und Dialekt gehänselter Schüler sozialdemokratisch aktiv wurde. 1914 bis 1918 studierte er Medizin an der Universität Helsinki. Im Finnischen Bürgerkrieg war er Arzt bei den Roten Garden. Nachdem diese im Bürgerkrieg unterlagen, zog er sich mit den Truppen nach Viborg und danach in das Flüchtlingscamp in Bui in Russland zurück. Im August 1918 war er an der Gründung der finnischen Kommunistischen Partei im Exil in Moskau beteiligt. Anfang 1919 kehrte er inkognito nach Finnland zurück, wo er wie andere Mitglieder der Roten Garden verfolgt wurde, und ihm gelang über seinen  Heimatort mit einem Fischerboot die Flucht nach Schweden. Er setzte sein Studium am Karolinska-Institut fort und wurde 1923 schwedischer Staatsbürger, nachdem er auf kommunistische politische Aktivitäten verzichtete. 1925 erhielt er seinen Abschluss als Mediziner am Karolinska-Institut, 1926 wurde er Assistenzprofessor am Karolinska-Institut und 1928 wurde er bei Einar Hammersten (1889–1968) promoviert (Dissertation: Über Pentosennucleinsäuren im Tierorganismus unter besonderer Berücksichtigung der Pancreasnucleinsäuren).  1928/29 war er mit einem Rockefeller-Stipendium an der Rockefeller University, wobei er auch die Insulinproduktion durch Frederick Banting und John McLeod an der University of Toronto studierte. Nach seiner Rückkehr nach Schweden baute er bei der Pharmafirma Vitrum AB die Insulinproduktion in Schweden auf, was ihn sehr wohlhabend machte. Das meiste daraus gewonnene Geld steckte er aber in die Forschung oder stiftete es für wohltätige Zwecke. 1946 bis 1963 war er Professor für medizinische Chemie am Karolinska-Institut, setzte aber auch als Emeritus seine Forschung fort.
Bekannt ist er auch für seine Isolierung und Strukturbestimmung von Heparin in den 1930er Jahren. Sein Interesse für das damals kaum bekannte und untersuchte  Heparin entstand aus seiner Beschäftigung mit Chondroitin im Knorpel. Er fand 1936, dass es aus Glucosamin und Uronsäure bestand mit veresterten Sulfatgruppen.  Er zeigte, dass es in den Mastzellen von Geweben vorhanden war und benutzte es in Zusammenarbeit mit dem Chirurgen Clarence Crafoord zur Vorbeugung von Thrombose nach Operationen. Seine klassische Monographie über die Verwendung von Heparin gegen Thrombose erschien 1946. Darin zeigte er auch, dass Heparin zur  Fibrinolyse dient. Er forschte auch zu anderen Blutfaktoren wie Thrombin, Prothrombin, Faktor VIII, Plasminogen und Fibrinogen und zum Willebrand-Jürgens-Syndrom mit Erik Adolf von Willebrand. 1961 isolierte er mit Viktor Mutt, den er nach seiner Flucht aus Estland über Finnland nach Schweden förderte, Sekretin und 1966 Cholecystokinin. Außerdem befasste er sich mit Gastrin.
Jorpes war Mitglied der Königlich Schwedischen Akademie der Wissenschaften. 1968 wurde er Ehrendoktor der Åbo Akademi. 1961 erhielt er die Berzelius-Medaille. 1994 gaben die  Åland-Inseln eine Briefmarke heraus, die Jorpes ehrte (eine andere ehrte Willebrand).
Er schrieb Biographien von Jöns Jakob Berzelius (erschienen 1966), Carl von Linné und Alfred Nobel und übersetzte russische Literatur ins Schwedische.
1930 heiratete er Ida Elvira Ståhl (1896–1976).